# Карри, Дензел
Дензел Рэй Дон Карри (англ. Denzel Rae Don Curry; род. 16 февраля 1995) — американский хип-хоп-исполнитель из Майами-Гарденс, Флорида. За свою карьеру Карри выпустил шесть студийных альбомов: Nostalgic 64, Imperial, TA13OO, ZUU, Melt My Eyez, See Your Future и King Of The Mischievous South, Vol. 2, получивших положительные отзывы критиков. В своём творчестве он испытывает значительное влияние Тупака Шакура и Буджу Бантона. Творчество Дензела характеризуется мрачными текстами, а также быстрой и агрессивной манерой исполнения.
Карри начал писать стихи ещё в начальной школе, а в 2011 году, в возрасте 16 лет, он выпускает свой первый микстейп King Remembered Underground Tape 1991—1995. После окончания старшей школы, он всерьёз начал заниматься музыкой и записал свой дебютный альбом Nostalgic 64.

## Биография
Дензел родился в Кэрол Сити, штат Флорида, и начал писать стихи ещё в начальной школе. Но впервые он попробовал сделать из них рэп, когда познакомился с парнем по имени Premi в творческом клубе от организации Boys & Girls Club. Они постоянно фристайлили, и поначалу Карри только проигрывал в баттлах, однако поражения помогли ему отточить мастерство. Позже юный рэпер стал бросать вызов другим сверстникам из своего окружения и постепенно пришел к тому, чтобы самостоятельно записывать и выкладывать в интернет песни.
Хип-хоп окружал его с детства, поскольку его старшие братья часто слушали Jeezy, Gucci Mane и Lil Wayne. При этом самому Карри нравилась совсем другая музыка.
Как он сам признается, братья слушали много трэпа. Его же интересовал больше нью-йоркский хип-хоп с упором на лирическую составляющую: R.A. The Rugged Man, Big L, Big Pun и многие другие. Также Дензел пристально следил за рэп-сценой Флориды, наблюдая за становлением Рика Росса и слушая почитаемого в его родном штате Trick Daddy.
Свои первые треки юный Карри загружал на MySpace как раз в то время, когда на андеграунд-сцене Флориды начал набирать популярность SpaceGhostPurrp. Его микстейп «Blackland Radio 66.6» привлек внимание Дензела; они познакомились лично. В 2011 году он вступил в ряды Raider Klan, хип-хоп-объединения, лидером которого и являлся SpaceGhostPurrp.
Тогда же Дензел записал свой первый микстейп «King Remembered: Underground Tape 1991—1995» ещё под псевдонимом Aquarius’Killa. В нём отчетливо слышится влияние ранних работ Three 6 Mafia и фонк-звучания, которым характеризовалась творчество SpaceGhostPurrp.
Однако в 2013 году пути Дензела и Raider Klan разошлись, поскольку он хотел начать сольную карьеру. Позднее из-за его ухода между ними возник конфликт. Карри выпустил несколько диссов — «Purrposely» и «SPACEGHOSTPUSSY», который записан совместно с Lofty305, XXXTentacion и Ski Mask the Slump God.
В 2018 году выходит третий студийный альбом Дензела «TA13OO», который положительно был воспринят критиками и аудиторией. Альбом имеет оценку 8,8 на сайте metacritic.com. Видеоклип на сингл «CLOUT COBAIN» по состоянию на 2025 год собрал более 110 млн просмотров.

## Дискография
Студийные альбомы
- Nostalgic 64 (2013)
- Imperial (2016)
- TA13OO (2018)
- Zuu (2019)
- Melt My Eyez See Your Future (2022)
- King Of The Mischievous South, Vol. 2 (2024)

Мини-альбомы
- 32 Zel/Planet Shrooms (2015)
- 13 (2017)
- Unlocked (совместно с Kenny Beats) (2020)

Альбомы ремиксов
- Unlocked 1.5 (совместно с Kenny Beats) (2021)

Микстейпы
- King Remembered (Underground Tape 1991—1995)
- 13LOOD 1N + 13LOOD OUT MIXX

Синглы
- Threatz (2013) (при участии Yung Simmie, Robb Bank$)
- Ultimate (2015)
- Chill Bill REMIX (2016) (при участии Rob $tone, D.R.A.M., Cousin Stizz)
- Raw (2017) (при участии Daye Jack, Grim Dave)
- Ultimate / Sick & Tired (2017) (при участии BADBADNOTGOOD)
- 13 (2017)
- Skywalker (2017)
- Babylon (2017) (при участии Ekali)
- Redemption (2017) (при участии Nell)
- No Way (2018) (при участии IDK)
- Kristi (2018) (при участии IDK, A$ap Ferg, Nick Nack)
- SUMO | ZUMO (2018)
- Uh Huh (2018) (при совместном участии IDK)
- PERCS | PERCZ (2018)
- Shellz (2018) (при совместном участии Ape Drums, Frizzo)
- CLOUT COBAIN | CLOUT CO13A1N (2018)
- Bulls On Parade (2019)
- RICKY (2019)
- Black Balloons Reprise (2019) (при участии Flying Lotus)
- 'SPEEDBOAT (2019)
- Shawshank (2019) (при участии Tate Kobang)
- Psycho (2019) (при участии Slowthai)
- No Mercy (2019) (при участии Melodownz)
- 40 Bandz (2019) (при участии Ducko Mcfli, Jace)
- Bandz (2020) (при участии Destructo, Kevin Gates, Yo Gotti)
- Pig Feet (2020) (при участии Terrace Martin)
- Lemonade (2020) (при участии YUNGBLUD)
- Live From The Abyss (2020)
- Sangria (2020) (при участии $NOT)
- Fallin' Apart (2021) (при участии Pell, Young Franco)
- Bruuuh (Remix) (2021) (при участии J.I.D)
- Rest in Peace (2021) (при участии DJ SIDEREAL, Nell)
- Bad Luck (2021) (при участии PlayThatBoiZai)
- Tokyo Drifting REMIX (2021) (при участии Oliver Malcolm, Glass Animals)
- Art of War (2021) (при участии Jasiah, Rico Nasty)
- The Game (2021)
- Bleach (2021) (при участии ZillaKami)
- Wig Split (2021) (при участии Pouya)
- Evil Twin (2021) (при участии ZillaKami, Powers Pleasant)
- Walkin (2022)
- Zatoichi (2022) (при участии Slowthai)
- Troubles (2022) (при участии T-Pain)